# Lucjan Broniewicz

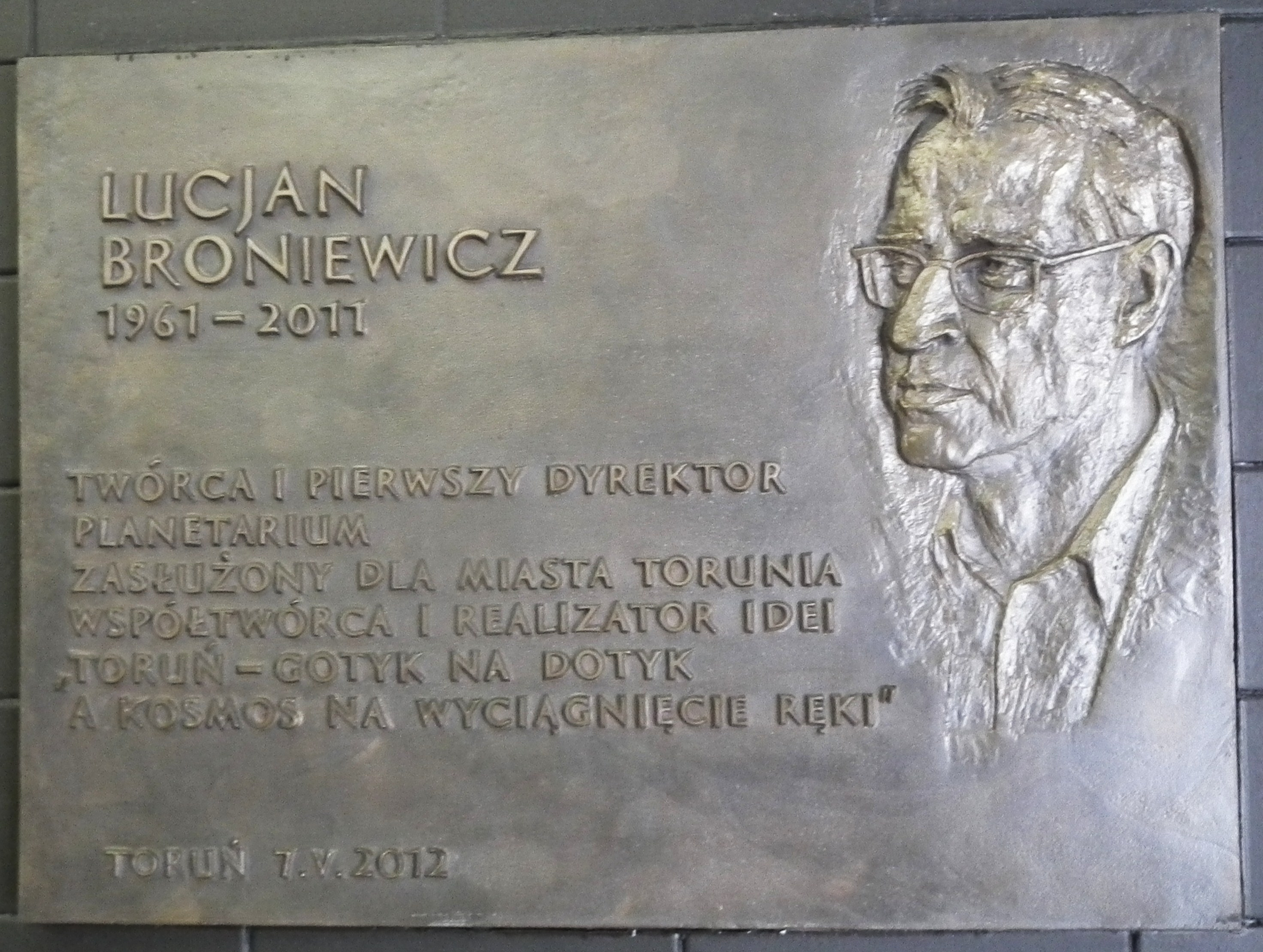
Tablica pamiątkowa na ścianie Planetarium

Lucjan Józef Broniewicz (ur. 20 kwietnia 1961 w Bielawach, zm. 6 na 7 maja 2011 w Bydgoszczy) – polski historyk, organizator i wieloletni dyrektor toruńskiego Planetarium im. Władysława Dziewulskiego.

## Życiorys
W 1986 ukończył studia na wydziale historycznym Uniwersytetu im. Mikołaja Kopernika w Toruniu (UMK). Od października 1987 pracował naukowo w Instytucie Nauk Społecznych UMK, w październiku 1990 przeszedł do Zakładu Historii Wychowania i Myśli Społecznej Instytutu Pedagogiki i Psychologii Wydziału Humanistycznego UMK. W latach 1994–1996 uczęszczał na podyplomowe studia w dziedzinie zarządzania. 
1 lipca 1993 objął stanowisko dyrektora zarządzającego Planetarium, którą to funkcję sprawował aż do śmierci. Był twórcą koncepcji działania tej instytucji i jej głównym organizatorem. Dzięki jego staraniom Planetarium stało się jednym z głównych atrakcji turystycznych Torunia, do 2019 roku zostało odwiedzone przez prawie trzech miliony ludzi.
Poza pracą w Planetarium uczestniczył w życiu społecznym miasta, od 15 lutego 2003 był szefem Rady Prezydenckiej w Toruniu, od 2001 członkiem zasiadającym w Radzie Programowej Toruńskiego Festiwalu Nauki i Sztuki, od 2009 członkiem Rady Programowej Centrum Nowoczesności i od stycznia 2010 Rady Programowej portalu Nicolaus Copernicus Thorunensis.
Od 1985 był żonaty z Anną z d. Karczewska, osierocił syna Jakuba.
Zmarł z 6 na 7 maja 2011 w Bydgoszczy. Został pochowany na Cmentarzu Komunalnym nr 2 w Toruniu.

## Nagrody i wyróżnienia
W 1996 został uhonorowany nagrodą Prezydenta Miasta Torunia. W 2000 otrzymał Złotą Karetę „Nowości”, w 2003 'Feliksa przyznawanego przez „Gazetę Wyborczą”, a rok później Medalem „Thorunium”.
Pośmiertnie Prezydent RP Bronisław Komorowski przyznał mu Złoty Krzyż Zasługi.
W dniu 26 kwietnia 2012 radni Torunia nadali imię Lucjana Broniewicza skwerowi przed budynkiem Collegium Minus Uniwersytetu Mikołaja Kopernika, wokół fontanny Cosmopolis w centrum miasta, a w dniu 7 maja 2012 w holu Planetarium odsłonięto tablicę upamiętniającą jej pierwszego dyrektora.